# Saint-Fiacre (Côtes-d’Armor)
Saint-Fiacre (bret. Sant-Fieg) – miejscowość i gmina we Francji, w regionie Bretania, w departamencie Côtes-d’Armor.
Według danych na rok 1990 gminę zamieszkiwało 207 osób, a gęstość zaludnienia wynosiła 21 osób/km² (wśród 1269 gmin Bretanii Saint-Fiacre plasuje się na 991. miejscu pod względem liczby ludności, natomiast pod względem powierzchni na miejscu 840.).